# 山﨑恒
山﨑 恒（やまざき ひさし、1948年11月14日 - ）は、日本の裁判官、弁護士。元公正取引委員会委員。元札幌高等裁判所長官。千葉県出身。

## 経歴
- 1972年 東京大学法学部卒業[1]
- 1974年 大阪地方裁判所判事補任官[1]
- 1985年 那覇地方裁判所判事[1]
- 1987年 東京地方裁判所判事[1]
- 1990年 最高裁判所事務総局家庭局第一課長[1]
- 1993年 東京家庭裁判所判事[1]
- 1995年 東京地方裁判所部総括判事[1]
- 2000年 最高裁判所家庭裁判所調査官研修所長[1]
- 2002年 最高裁判所事務総局家庭局長[1]
- 2005年 前橋地方裁判所所長[1]
- 2007年 横浜家庭裁判所所長[1]
- 2008年 東京高等裁判所部総括判事[1]
- 2009年 東京家庭裁判所所長[1]
- 2011年 札幌高等裁判所長官[1]
- 2013年 依願退官、公正取引委員会委員[1]
- 2016年 東京弁護士会弁護士登録、菊地綜合法律事務所入所[1]
- 2018年 東京都人事委員会委員[2]
- 2019年 瑞宝重光章受章[3]。

## 著書
- 『民事執行法 (新・裁判実務大系) [単行本]』(2001年、青林書院)